# Émilien Mattenet
Émilien Mattenet, né le 8 novembre 2000 à Reims, est un nageur français.

## Carrière
Émilien Mattenet commence la natation à l'âge de 4 ans et débute les compétitions départementales à l'âge de 9 ans au sein du club de Vouziers, avant de rejoindre Charleville-Mézières Natation en 2012. 
Il est sacré champion de France du 400 mètres quatre nages en petit bassin en 2017 à Montpellier, ainsi qu’en 2019 à Angers.
En 2020, il décroche l'Or aux Championnats de France du 400 mètres quatre nages.
En juin 2021, il obtient la deuxième place aux Championnats de France du 400 mètres quatre nages.
En novembre 2021, il participe aux Championnats d'Europe de natation en petit bassin à Kazan, où il arrive 6e en finale aux 400 mètres quatre nages.
En 2022, il est de nouveau Champion de France du 400 mètres quatre nages.

## Palmarès
| Édition            | Épreuve             | Épreuve              | Épreuve | Épreuve | Épreuve |
| Édition            | 200 m 4 nages       | 400 m 4 nages        |         |         |         |
| Saint-Raphaël 2020 | —                   | Or 4 min 18 s 9      |         |         |         |
| Chartres 2021      | —                   | Argent 4 min 17 s 50 |         |         |         |
| Limoges 2022       | Argent 2 min 1 s 23 | Or 4 min 16 s 37     |         |         |         |